# Elias Sørensen
Elias Sørensen (født 18. september 1999) er en fodboldspiller, der siden 2024 har spillet for Vålerenga.
Han har i løbet af sin professionelle karriere spillet for Blackpool, Carlisle, Almere City FC, Newcastle United Academy, Esbjerg fB og Portsmouth.